# Alexandre Sobieski
Alexandre Benedito Estanislau Sobieski OFM Cap. (em polonês/polaco:  Aleksander Benedykt Stanisław Sobieski; 1677–1714) foi um príncipe, nobre, diplomata e escritor polaco (português europeu) ou polonês (português brasileiro), filho de João III Sobieski, rei da Polônia, e sua esposa, Maria Casimira Luísa de La Grange d'Arquien. Foi um dos candidatos à eleição ao trono da Polônia em 1697 depois da morte de seu pai, mas não obteve sucesso. Em 1702, recusou a oferta de Carlos XII da Suécia de servir como rei rival a Augusto II da Polônia. Morreu em Roma, em 1714, logo depois de tornar-se um frade capuchinho.

## Primeiros anos e estudos

Brasão de Alexandre.

Na infância, Alexandre foi educado pelos mais brilhantes estudiosos e professores de seu país e, aos quinze, já falava fluentemente diversas línguas. Em 1691, acompanhou seu pai numa expedição militar à Moldávia, onde aprendeu táticas militares e exercitou suas habilidades de combate. No final da vida de seu pai, por causa do conflito dele com o primogênito, Jaime Luís, Alexandre seria o sucessor ao trono, o que jamais aconteceu. Em outubro de 1696, enquanto estava em Paris, Alexandre pediu uma audiência com Luís XIV como "marquês" de Jarosław. Em 19 de janeiro de 1698, junto com o irmão, Constantino Ladislau Sobieski (Konstanty Władysław Sobieski), organizou um baile em Varsóvia para homenagear o recém-coroado rei Augusto II, o Forte. Alexandre geralmente o acompanhava em suas expedições militares, especialmente durante a campanha de setembro contra os tártaros. Posteriormente, os dois ficaram muito amigos e Alexandre era um de seus grandes aliados. Em outubro do mesmo ano, ele escoltou pessoalmente sua mãe em sua viagem pela Itália.
Em novembro, ambos foram recebidos pelo imperador Leopoldo I e Leonor Madalena de Neuburgo.

## Política e carreira militar
Em março de 1700, Alexandre chegou a Roma e foi feito cavaleiro da Ordem de São Miguel. Em dezembro, das mãos do embaixador da França, recebeu a Ordem do Espírito Santo. No verão de 1702, Carlos de Caradas, o marquês de Heron, membro do Sejm ("parlamento") da Polônia, sugeriu que Alexandre deveria sentar-se no trono da Hungria. No final do mesmo ano, o príncipe permaneceu em Oława e não acompanhou os irmãos numa expedição à Saxônia, preferindo viajar para Breslávia, onde teve um caso amoroso com a antiga amante de Augusto II, Anna Aloysia Esterle.
Alexandre lutou ao lado de Carlos XII durante a campanha da Saxônia em 1706. Depois que seus irmãos foram soltos pelos termos do Tratado de Altranstädt, Alexandre desistiu da política.

## Artes, últimos anos e morte
Em 1710, Alexandre mudou-se para Roma. No ano anterior, sob o pseudônimo de Armonte Calidio, juntou-se à Arcádia Romana, uma congregação de escritores, artistas e estudiosos. Durante os encontros na sede da Arcádia, geralmente recitava seus próprios poemas escritos em latim e ali pode demonstrar sua paixão de longa data pelo teatro criando sua própria versão do dramma nobile arcadiano. Nos anos 1710-3, compôs diversas óperas em colaboração com o compositor Domenico Scarlattim e com o diretor de arte Filippo Juvarra. Ocasionalmente, Alexandre estrelava suas próprias peças.
Alexandre Sobieski morreu em 1714 e está enterrado na Cripta do Capuchinhos, em Roma.